# 敷戶站
敷戶站（日语：／ Shikido eki */?）是位於大分縣大分市大字鴛野，屬於九州旅客鐵道（JR九州）的豐肥本線車站。

## 歷史
- 1987年（昭和62年）
  - 2月22日：日本國有鐵道豐肥本線開設此站[2]。在車站啟用時的月台長50米，可容納2卡編成列車[4]。同日牧站也啟用[2]。
  - 4月1日：伴隨國鐵分割民營化，車站由九州旅客鐵道（JR九州）營運[5][6][7][8]。
- 1991年（平成3年）12月25日：由於上落車人次增加，月台延長至91米，可容納4卡車廂[4]。同時月台提高高度，月台也擴寬了[4]。
- 1995年（平成7年）
  - 2月：連接車站南邊敷戶團地的跨線橋落成[9]。
  - 12月1日：加設100公里以內的近距離專用自動售票機[10]。
- 2011年（平成23年）10月14日：售票機上的車費表跌倒[11]。
- 2012年（平成24年）12月1日：此站開始可以使用IC卡SUGOCA[12]。
- 2018年（平成30年）12月1日：引入車站遠端資訊系統（Smart Support Station）（日语：駅集中管理システム）「ANSWER」，此站成為無人車站[3][13][14][15]。

## 車站構造

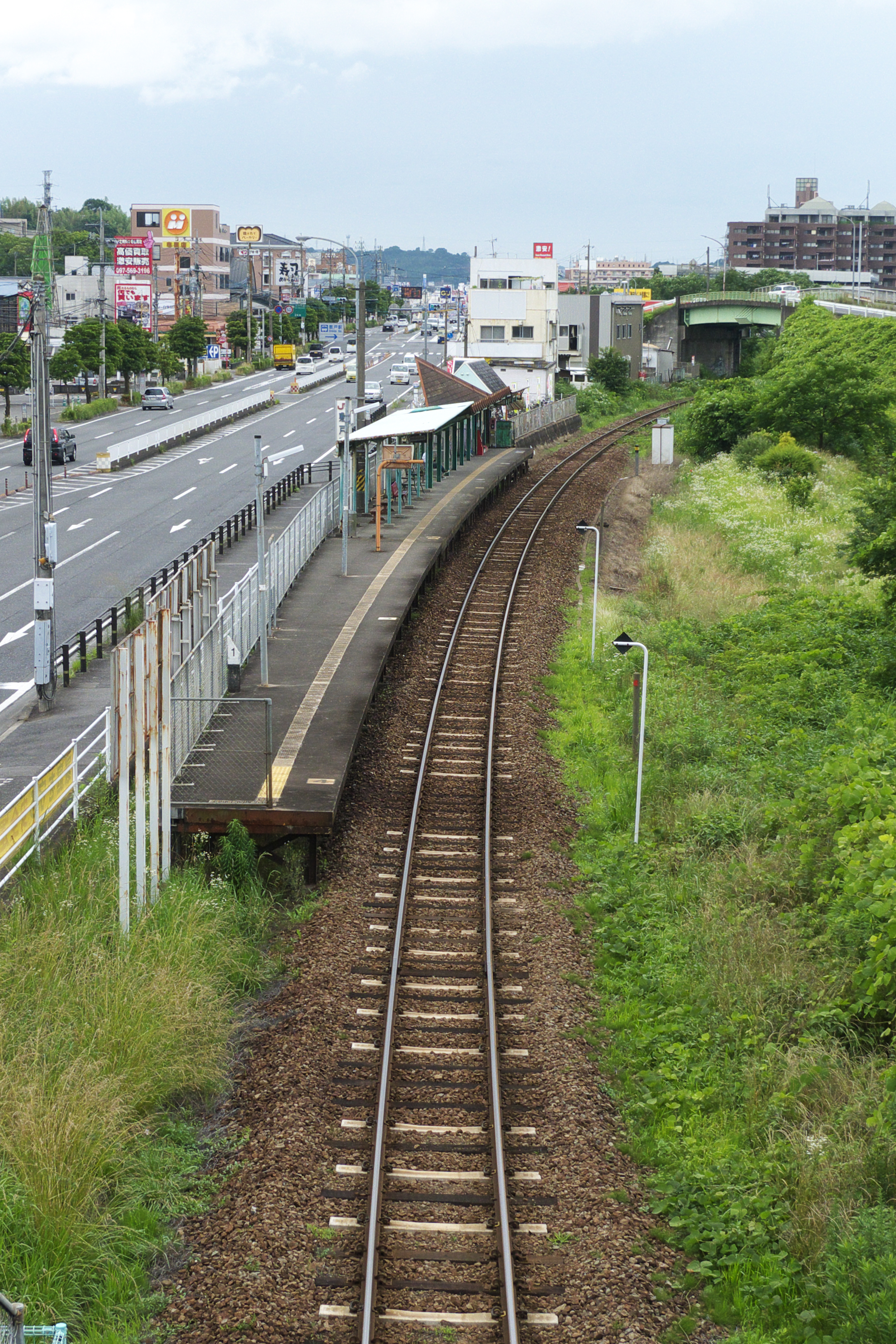
月台遠景（2016年6月）

本站是地面車站，設有1面1線的單式月台。本站在2018年11月30日前是業務委託車站，並委托JR九州鐵道營業負責車站業務。站內沒有設置MARS終端，只設置POS終端。在同年12月1日起無人化起撤走POS終端。當初在2018年3月17日於中判田站至瀧尾站之間引入車站遠端資訊系統「ANSWER」時同時無人化。後來此站和大分大學前站於引入「ANSWER」。

## 使用狀況
在2019年度，1日平均乘車人次為1,066人。
| 乘車人次變化 | 乘車人次變化 |
| 年度         | 1日平均人次  |
| ------------ | ------------ |
| 2000年       | 1,623        |
| 2001年       | 1,603        |
| 2002年       | 1,237        |
| 2003年       | 1,232        |
| 2004年       | 1,187        |
| 2005年       | 1,143        |
| 2006年       | 1,140        |
| 2007年       | 1,130        |
| 2008年       | 1,151        |
| 2009年       | 1,119        |
| 2010年       | 1,102        |
| 2011年       | 1,070        |
| 2012年       | 1,106        |
| 2013年       | 1,151        |
| 2014年       | 1,082        |
| 2015年       | 1,190        |
| 2016年       | 1,166        |
| 2017年       | 1,144        |
| 2018年       | 1,094        |
| 2019年       | 1,066        |

## 車站周邊
車站出入口面對國道10號。車站附近設有大規模住宅團地。當時車站計劃設置於團地入口的路口處，後來由於考慮到私家車接送時會引起擁塞，因此向大分一方遷移50米，於現地建設車站。車站前設有空間讓私家車接送專用。在2002年大分大學前站啟用前，此站最接近大分大學。此站步行至大分大學大約20分鐘。此站至大分大學前站之間只有距離1.4公里，為大分市內最短站距。
在車站啟用當初，若需要前往車站對面的敷戶團地，需要繞過車站北邊的敷戶團地入口路口或南邊的島田橋。隨著使用人次增加，在團地新設跨線橋連接此站，使移動距離縮短300米。
- 敷戶團地[19][9]
- 大分銀行古國府分店敷戶團地出張所
- 大分敷戶團地郵局
- 星和台團地
- 芳河原台團地
- 敷戶台團地
- 寒田團地
- 宮崎台團地
- 敷戶保育園
- 大分市立敷戶幼稚園
- 敷戶船井幼稚園
- 大分市立鴛野小學
- 大分市立敷戶小學
- 大分市立寒田小學
- 大分市立稙田東中學
- 大分縣立大分工業高等學校（日语：大分県立大分工業高等学校）
- 國道10號
- 大分市醫師會立阿爾梅達醫院（日语：大分市医師会立アルメイダ病院）
- 西寒田神社（日语：西寒田神社）
- 敷戶神社
- 敷戶石佛

## 相鄰車站
九州旅客鐵道（JR九州）
■豐肥本線
大分大學前－敷戶－瀧尾

## 注腳
1. 1 2 3 4  . 週刊朝日百科. 38号 大分駅・由布院駅・田主丸駅ほか. 朝日新聞出版. 2013-05-12: 26 （日语）.
2. 1 2 3  . 大分合同新聞（朝刊） (大分合同新聞社). 1987-02-23: 15 （日语）.
3. 1 2 3   (PDF) (新闻稿). 九州旅客鉄道. 2018-10-31  [2020-02-07]. （原始内容 (PDF)存档于2019-07-09） （日语）.
4. 1 2 3  . 大分合同新聞（朝刊） (大分合同新聞社). 1991-11-26: 19 （日语）.
5. ↑  九州鉄道百年祭実行委員会・百年史編纂部会 (编).  初版. 九州旅客鉄道. 1988: 181 （日语）.
6. ↑  『交通年鑑 昭和63年版』 交通協力會，1988年3月。
7. ↑  今村都南雄 『民営化の效果と現実NTTとJR』 中央法規出版，1997年8月。ISBN 978-4805840863
8. ↑  曾根悟（監修）. 朝日新聞出版分冊百科編集部（編集） , 编. . 週刊朝日百科. 27号・豊肥本線／久大本線. 朝日新聞出版. 2010-01-24: 14–15 （日语）.
9. 1 2 3  . 大分合同新聞（夕刊） (大分合同新聞社). 1995-02-09: 11.
10. ↑  . 大分合同新聞（朝刊） (大分合同新聞社). 1995-12-10: 14 （日语）.
11. ↑  . 大分合同新聞（朝刊） (大分合同新聞社). 2011-10-15: 21 （日语）.
12. ↑  . 交通新聞 (交通新聞社). 2012-12-04: 1 （日语）.
13. 1 2   (PDF) (新闻稿). 九州旅客鉄道. 2018-02-16  [2020-02-07]. （原始内容 (PDF)存档于2018-06-19） （日语）.
14. 1 2  . 大分合同新聞. 2018-02-15  [2018-03-06]. （原始内容存档于2018-03-18） （日语）.
15. 1 2  . 大分合同新聞. 2018-02-16  [2018-03-06]. （原始内容存档于2018-03-06） （日语）.
16. ↑  . JR九州鐵道營業.   [2016-04-17]. （原始内容存档于2016年4月12日） （日语）.
17. ↑   (PDF). 九州旅客鐵道.   [2020-12-27]. （原始内容存档 (PDF)于2020-08-24） （日语）.
18. ↑  大分縣統計年鑑
19. 1 2 3  . 大分合同新聞（朝刊） (大分合同新聞社). 1987-02-19: 17 （日语）.
20. ↑  . 大分合同新聞（朝刊） (大分合同新聞社). 1986-12-26: 15 （日语）.

## 外部連結
- 敷戶（車站資訊） - 九州旅客鐵道（日語）